# Inazuma Eleven (videojoc)
|  | Aquest article tracta sobre el videojoc del mateix nom. Si cerqueu la franquícia, vegeu «Inazuma Eleven (franquícia)». |

Inazuma Eleven (イナズマイレブン, Inazuma Irebun, Els onze llampecs) és un videojoc de rol i esports desenvolupat i publicat per Level-5. Va ser publicat per a la consola Nintendo DS el 22 d'agost de 2008 al Japó i el 28 de gener de 2011 a Europa, distribuït per Nintendo.
El seu èxit va provocar l'aparició diverses seqüeles: Inazuma Eleven 2: Kyoui no Shinryakusha l'any 2009, i Inazuma Eleven 3: Sekai i no Chōsen l'any 2010, totes per a la mateixa consola. El debut de la franquícia a la consola portàtil Nintendo 3DS va arribar el 15 de desembre de l'any 2011 amb el llançament d'Inazuma Eleven GO, videojoc que continua la història després dels esdeveniments dels 3 primers videojocs. El seu successor, anomenat Inazuma Eleven GO 2: Chrono Stone va sortir per primer cop el 13 de desembre de 2012. El 5 de desembre de 2013 va sortir Inazuma Eleven GO: Galaxy.
S'han publicat, a més, dos videojocs per a la consola Wii: Inazuma Eleven Strikers i Inazuma Eleven Strikers 2012 Xtreme, llançats a mitjans i finals de l'any 2011, respectivament. Aquests videojocs deixen de banda el desenvolupament de la trama central de la saga per enfocar directament a les partides, reunint a gran part dels personatges apareguts en els videojocs de la saga principal llançada per a les consoles portàtils.

## Argument
El personatge principal, Mark Evans, és un porter amb molt talent i el net d'un dels millors porters del Japó, en David Evans, que suposadament va morir abans que en Mark nasqués. Tot i que les seves habilitats i el seu entusiasme són increïbles, l'institut Raimon manca d'un veritable club de futbol, ja que els altres sis membres (en Kevin, l'Steve, en Jack, en Tod, en Timmy i en Sam) no semblen gaire interessats ni tan sols en l'entrenament. Un dia, quan un misteriós noi anomenat Axel Blaze va a viure a la ciutat d'en Mark, el jove porter es disposa a trobar i reclutar membres per al seu equip de futbol. Hi ha prop de 1.000 personatges jugables amb diferents habilitats que determinen l'èxit de l'equip. A mesura que jugues a través de la història, en Mark pot reclutar a diversos personatges en l'equip i ajudar a aconseguir el seu objectiu final de competir. En Jude Sharp és el capità de la Royal Academy i sembla que està molt interessat en l'Axel Blaze

## Equips
- Institut Raimon (equip protagonista)
- Royal Academy (principal equip antagonista)
- Inazuma Kids FC
- Institut Occult
- Institut Umbrella
- Institut Wild
- Institut Brain
- Sallys
- Institut Otaku
- Veterans / Inazuma Eleven
- Institut Shuriken
- Institut Farm
- Institut Kirkwood
- Institut Zeus

## Crítiques
El joc va rebre crítiques generalment favorables segons l'agregador de ressenyes Metacritic.
La revista japonesa Famitsu va donar al joc una puntuació total de 36 sobre 40, amb dos crítics que li van donar un 9 sobre 10, un li va donar un 10 complet i un altre li va donar un 8. El crític holandès Gamer.nl va donar al joc una puntuació de 8 sobre 10, mentre que els crítics espanyols 3D Juegos, Vandal Online i VicioJuegos li van donar puntuacions de 8,0 sobre 10, 8,2 sobre 10 i 83 sobre 100, respectivament. La revista oficial de Nintendo va dedicar una extensió de sis pàgines a Inazuma Eleven i va mostrar el joc a la seva portada, atorgant una puntuació del 89%.
Fragland va donar al joc una puntuació del 84%, elogiant el seu "sistema de combat original, gràfics bonics i bonics, bon so i un joc i un acabat molt ajustats i profunds". Nintendo Life li va donar 8 estrelles de 10, i va concloure que és una "visió refrescant" del gènere RPG i que "la història convincent, l'encant general i el sistema de futbol d'estil fantàstic ben estructurat" crearan "una experiència que els amants dels jocs de rol arribaran a apreciar".
Va ser el joc més venut al Japó la setmana del seu llançament amb 41.000 còpies. El joc va vendre 29.000 còpies en la seva segona setmana i 14.000 còpies en la seva tercera setmana.

## Contingut relacionat

### Manga
L'èxit dels videojocs va permetre l'adaptació de la seva trama a un manga publicat a la revista CoroCoro Comic des de mitjans de l'any 2008.

### Anime
El mateix any de la publicació del manga Oriental Light and Magic va produir-ne un anime, distribuït a Europa per Arait Multimèdia SA, que difereix una mica respecte a l'argument i disseny de personatges del videojoc. La primera sèrie animada, titulada Inazuma Eleven, consta de 127 episodis. Té una seqüela anomenada Inazuma Eleven Go que consta de 42 capítols. La segueix Inazuma Eleven Go Chrono Stone que va finalitzar el 2013 amb 50 capítols. El 2013 es va estrenar la pel·lícula Inazuma Eleven Go vs Danball Senki W. També en aquest any va començar la sèrie Inazuma Eleven Go Galaxy que va acabar amb 43 capítols.